# Neckarbischofsheim
Neckarbischofsheim település Németországban, azon belül Baden-Württembergben. Lakosainak száma 4213 fő (2023. december 31.).

## Népesség
A település népessége az elmúlt években az alábbi módon változott:
| Lakosok száma | 3473 | 4091 | 4033 | 4040 | 4111 | 4230 | 4213 |
|               | 1975 | 2013 | 2017 | 2019 | 2021 | 2022 | 2023 |